# Temporada 1988-89 de los Milwaukee Bucks
La temporada 1988-89 fue la vigesimoprimera de los Milwaukee Bucks en la NBA. La temporada regular acabó con 49 victorias y 33 derrotas, ocupando el quinto puesto de la Conferencia Este, clasificándose para los playoffs, en los que cayeron en semifinales de conferencia ante los Detroit Pistons.

## Elecciones en elDraft
| Ronda | Puesto | Jugador      | Posición | Nacionalidad         | Universidad |
| ----- | ------ | ------------ | -------- | -------------------- | ----------- |
| 1     | 13     | Jeff Grayer  | Alero    | Estados Unidos       | Iowa State  |
| 2     | 39     | Tito Horford | Pívot    | República Dominicana | Miami (FL)  |
| 3     | 63     | Mike Jones   | Alero    | Estados Unidos       | Auburn      |

## Temporada regular
| División Central      | División Central | División Central | División Central | División Central | División Central | División Central | División Central | División Central |
| Equipo                | G                | P                | %                | PD               | Casa             | Fuera            | Div              |                  |
| --------------------- | ---------------- | ---------------- | ---------------- | ---------------- | ---------------- | ---------------- | ---------------- | ---------------- |
| y-Detroit Pistons     | 63               | 19               | .768             | –                | 37–4             | 26–15            | 20–10            |                  |
| x-Cleveland Cavaliers | 57               | 25               | .695             | 6                | 37–4             | 20–21            | 19–11            |                  |
| x-Atlanta Hawks       | 52               | 30               | .634             | 11               | 33–8             | 19–22            | 20–10            |                  |
| x-Milwaukee Bucks     | 49               | 33               | .598             | 14               | 31–10            | 18–23            | 11–19            |                  |
| x-Chicago Bulls       | 47               | 35               | .573             | 16               | 30–11            | 17–24            | 12–18            |                  |
| Indiana Pacers        | 28               | 54               | .341             | 35               | 20–21            | 8–33             | 8–22             |                  |

## Playoffs

### Primera ronda
Atlanta Hawks  vs. Milwaukee Bucks
| Fecha       | Partido                                | Ciudad    |
| ----------- | -------------------------------------- | --------- |
| 27 de abril | Atlanta Hawks 100, Milwaukee Bucks 92  | Atlanta   |
| 29 de abril | Atlanta Hawks 98, Milwaukee Bucks 108  | Atlanta   |
| 2 de mayo   | Milwaukee Bucks 117, Atlanta Hawks 113 | Milwaukee |
| 5 de mayo   | Milwaukee Bucks 106, Atlanta Hawks 113 | Milwaukee |
| 7 de mayo   | Atlanta Hawks 92, Milwaukee Bucks 96   | Atlanta   |
|             | Milwaukee Bucks gana las series 3-2    |           |

### Semifinales de conferencia
Detroit Pistons  vs. Milwaukee Bucks
| Fecha      | Partido                                 | Ciudad    |
| ---------- | --------------------------------------- | --------- |
| 10 de mayo | Detroit Pistons 85, Milwaukee Bucks 80  | Detroit   |
| 12 de mayo | Detroit Pistons 112, Milwaukee Bucks 92 | Detroit   |
| 14 de mayo | Milwaukee Bucks 90, Detroit Pistons 110 | Milwaukee |
| 15 de mayo | Milwaukee Bucks 94, Detroit Pistons 96  | Milwaukee |
|            | Detroit Pistons gana las series 4-0     |           |

## Estadísticas
| Rk | Jugador           | Edad | P  | PT | MP   | TC  | TCI  | %TC  | T3  | T3I | %T3  | TL  | TLI | %TL  | RO  | RD  | RT  | AS  | RB  | TAP | BP  | FP  | PTS  |
| -- | ----------------- | ---- | -- | -- | ---- | --- | ---- | ---- | --- | --- | ---- | --- | --- | ---- | --- | --- | --- | --- | --- | --- | --- | --- | ---- |
| 1  | Terry Cummings    | 27   | 80 | 78 | 35.3 | 9.1 | 19.5 | .467 | 0.1 | 0.2 | .467 | 4.5 | 5.8 | .787 | 3.5 | 4.6 | 8.1 | 2.5 | 1.3 | 0.9 | 2.5 | 3.3 | 22.9 |
| 2  | Paul Pressey      | 30   | 67 | 62 | 32.4 | 4.6 | 9.7  | .474 | 0.2 | 0.8 | .218 | 2.8 | 3.6 | .776 | 1.1 | 2.8 | 3.9 | 6.6 | 1.8 | 0.7 | 2.7 | 3.3 | 12.1 |
| 3  | Jack Sikma        | 33   | 80 | 80 | 32.3 | 4.5 | 10.4 | .431 | 1.0 | 2.7 | .380 | 3.3 | 3.7 | .905 | 1.8 | 6.0 | 7.8 | 3.6 | 1.1 | 0.8 | 1.8 | 3.8 | 13.4 |
| 4  | Larry Krystkowiak | 24   | 80 | 77 | 30.9 | 4.5 | 9.6  | .473 | 0.1 | 0.2 | .333 | 3.6 | 4.4 | .823 | 2.5 | 5.2 | 7.6 | 1.3 | 1.2 | 0.1 | 1.8 | 2.7 | 12.7 |
| 5  | Jay Humphries     | 26   | 73 | 50 | 30.4 | 4.7 | 9.8  | .483 | 0.3 | 1.3 | .266 | 1.8 | 2.2 | .816 | 1.0 | 1.6 | 2.6 | 5.5 | 1.9 | 0.1 | 2.2 | 2.6 | 11.6 |
| 6  | Ricky Pierce      | 29   | 75 | 4  | 27.7 | 7.0 | 13.6 | .518 | 0.1 | 0.5 | .222 | 3.4 | 4.0 | .859 | 1.1 | 1.5 | 2.6 | 2.1 | 1.0 | 0.3 | 1.5 | 2.6 | 17.6 |
| 7  | Sidney Moncrief   | 31   | 62 | 50 | 25.7 | 4.2 | 8.6  | .491 | 0.4 | 1.2 | .342 | 3.3 | 3.8 | .865 | 0.7 | 2.0 | 2.8 | 3.0 | 1.0 | 0.2 | 1.5 | 1.8 | 12.1 |
| 8  | Jeff Grayer       | 23   | 11 | 2  | 18.2 | 2.9 | 6.6  | .438 | 0.0 | 0.2 | .000 | 1.5 | 1.8 | .850 | 1.3 | 1.9 | 3.2 | 2.0 | 0.9 | 0.1 | 1.7 | 1.4 | 7.4  |
| 9  | Fred Roberts      | 28   | 71 | 3  | 17.6 | 2.2 | 4.5  | .486 | 0.0 | 0.2 | .214 | 1.5 | 1.8 | .806 | 1.0 | 2.0 | 2.9 | 0.9 | 0.5 | 0.3 | 1.1 | 1.8 | 5.9  |
| 10 | Rickey Green      | 34   | 30 | 0  | 16.7 | 2.4 | 4.4  | .545 | 0.1 | 0.2 | .333 | 0.6 | 0.6 | .895 | 0.2 | 1.3 | 1.5 | 3.5 | 0.7 | 0.1 | 1.1 | 0.6 | 5.4  |
| 11 | Randy Breuer      | 28   | 48 | 4  | 10.7 | 1.8 | 3.7  | .480 | 0.0 | 0.0 |      | 0.6 | 1.1 | .549 | 1.1 | 1.8 | 2.8 | 0.5 | 0.2 | 0.8 | 0.6 | 1.2 | 4.2  |
| 12 | Tony Brown        | 28   | 29 | 0  | 9.4  | 1.2 | 2.5  | .493 | 0.1 | 0.2 | .286 | 0.6 | 0.8 | .783 | 0.5 | 0.5 | 1.0 | 0.7 | 0.4 | 0.1 | 0.3 | 1.0 | 3.2  |
| 13 | Paul Mokeski      | 32   | 74 | 0  | 9.3  | 0.8 | 2.2  | .360 | 0.1 | 0.4 | .269 | 0.5 | 0.7 | .784 | 0.9 | 1.7 | 2.5 | 0.5 | 0.4 | 0.3 | 0.5 | 2.1 | 2.2  |
| 14 | Mark Davis        | 25   | 31 | 0  | 8.1  | 1.5 | 3.1  | .495 | 0.0 | 0.3 | .111 | 0.8 | 1.0 | .813 | 0.5 | 0.7 | 1.2 | 0.5 | 0.4 | 0.2 | 0.4 | 1.2 | 4.0  |
| 15 | Tito Horford      | 23   | 25 | 0  | 4.5  | 0.6 | 1.8  | .326 | 0.0 | 0.0 |      | 0.5 | 0.8 | .632 | 0.4 | 0.5 | 0.9 | 0.1 | 0.0 | 0.3 | 0.6 | 0.6 | 1.7  |
| 16 | Andre Turner      | 24   | 4  | 0  | 3.3  | 0.8 | 1.5  | .500 | 0.0 | 0.0 |      | 0.0 | 0.0 |      | 0.0 | 0.8 | 0.8 | 0.0 | 0.5 | 0.0 | 1.0 | 0.5 | 1.5  |
| 17 | Mike Dunleavy     | 34   | 2  | 0  | 2.5  | 0.5 | 1.0  | .500 | 0.5 | 1.0 | .500 | 0.0 | 0.0 |      | 0.0 | 0.0 | 0.0 | 0.0 | 0.0 | 0.0 | 0.0 | 0.0 | 1.5  |

## Galardones y récords
| Jugador        | Galardón                              |
| Terry Cummings | 3er Mejor quinteto de la NBA All-Star |